# 長崎県立松浦高等学校鷹島分校
長崎県立松浦高等学校鷹島分校（ながさきけんりつまつうらこうとうがっこうたかしまぶんこう, Takashima Branch of Nagasaki Prefectural Matsuura High School）は、長崎県松浦市鷹島町にあった公立高等学校の分校。2006年（平成18年）に閉校した。

## 概要
歴史
1950年（昭和25年）に「長崎県立長崎水産高等学校鷹島分校」として開校。当初、定時制の水産課程（現・水産科）を設置していたが、長崎県立猶興館高等学校と長崎県立松浦高等学校への移管を経て、最終的には全日制課程 普通科の分校となり、2006年（平成18年）3月に閉校した。
設置課程・学科
全日制課程 普通科
校訓・校章・校歌
長崎県立松浦高等学校のものを共用。

## 沿革
長崎県立長崎水産高等学校 鷹島分校時代
- 1950年（昭和25年）
  - 4月30日 - 長崎県立長崎水産高等学校鷹島分校（夜間定時制 水産課程）の設置が認可される。校舎は鷹島村立鷹島中学校のものを共用。
  - 6月8日 - 開校式を挙行。修業年限を5ヶ年、定員を200名とする。週5日制（水曜・金曜定休）で、1日4時間（午後6:00から10:00）。2教室（中通・阿翁[1]）で授業を開始。
    - 水産関係の専門科目は長崎市の長崎水産高校本部から毎週派遣され、普通教科は鷹島中学校の教員が講師を兼任していた。
- 1951年（昭和26年）12月10日 - 鷹島分校振興会が発足。
- 1952年（昭和27年）- 夏季集合授業を長崎水産高校本部で実施。
- 1953年（昭和28年）- 第1回修学旅行を実施。目的地は京都府・東京都・日光市。

長崎県立猶興館高等学校 鷹島分校時代
- 1955年（昭和30年）
  - 2月18日 - 修業年限を5ヶ年から4ヶ年に変更。定員を200名から160名とする。
  - 4月1日 - 移管により、「長崎県立猶興館高等学校鷹島分校」となる。夜間定時制 普通課程として生徒募集を開始。
  - 6月13日 - 第2学年の転課程（水産課程から普通課程）が許可される。
  - 7月27日 - 分校PTAが発足。
- 1957年（昭和32年）4月1日 - 分校専用校舎の一部が完成。
- 1958年（昭和33年）4月1日
  - 分校専用校舎が全完成。
  - 夜間定時制を昼間定時制に切り替える。
  - 海を隔てて[2]隣接する佐賀県東松浦郡（現唐津市）肥前町からの生徒の受け入れを開始（越境通学を認可）。[3][4]
- 1961年（昭和36年）12月31日 - 運動場を拡張。
- 1964年（昭和39年）
  - 3月25日 - 校舎玄関を正面向きに改造。
  - 4月1日 - この時の入学生から全日制課程に切り替える（2～4年生は定時制課程のまま）。定時制課程の募集を停止。
  - 5月1日 - 運動場の三角地に桜を30本植樹。
  - 11月 - 冬季生徒掃除用に湯沸しかまどを設置。
- 1966年（昭和41年）
  - 4月28日 - 鷹島分校振興会を結成。
  - 6月 - 玄関前・中庭を整備。ツツジ、芝生を植える。
- 1967年（昭和42年）
  - 3月31日 - 最後の卒業生を送り出し、定時制課程を廃止。
- 1968年（昭和43年）
  - 4月 - 1学級増で、1学年2学級となる。宿日直制度が廃止。
  - 11月5日 - 第1回文化祭を実施。（6日間）

長崎県立松浦高等学校 鷹島分校時代
- 1969年（昭和44年）4月 - 移管により、「長崎県立松浦高等学校鷹島分校」（最終名）となる。
- 1970年（昭和50年）[いつ?]
  - 3月 - 元・調理室と図書室を職員室に、元・職員室を普通教室に改造。
  - 4月 - 各学年2学級、計6学級がそろう。
- 1971年（昭和46年）
  - 3月3日 - 猶興館高等学校分校最後の卒業式を挙行。
  - 10月15日 - グラウンド拡張工事が完了し、グランド開きを実施。校門を設置。
- 1972年（昭和47年）2月28日 - 体育館が完成。
- 1974年（昭和49年）
  - 2月28日 - 学校敷地周辺の植樹を完了。
  - 5月1日 - 新校舎が完成。
- 1977年（昭和52年）
  - この頃 - 分校独立推進委員会が行われ、分校独立が検討されるも、実現には至らなかった。
  - 12月 - 同窓会だより（第1号）を発行。
- 1979年（昭和54年）3月 - この時の卒業者数が過去最大の121名を記録する。
- 1980年（昭和55年）10月26日 - 前庭が完成。
- 1991年（平成3年）
  - 1月19日 - 音楽教室が新設。
  - 11月13日 - パソコン室が完成。
  - 11月16日 - 創立40周年を記念し、松浦高等学校校訓碑を建立。
- 1992年（平成4年）5月1日 - 校内放送を開始。
- 1996年（平成8年）4月 - 鷹島町へALT（アシスタント・イングリッシュ・ティーチャー、外国人英語指導助手）の派遣が開始。
- 2000年（平成12年）10月14日 - 分校創立50周年記念式典を挙行。
- 2006年（平成18年）3月31日 - 閉校。56年の歴史に幕を下ろす。

## 学校行事
3学期制
1学期
- 4月 - 入学式
- 5月 - 歓迎遠足
- 6月 - 校内弁論大会
- 7月 - 校内球技大会
- 8月 - 2年宿泊研修

2学期
- 9月 - 体育祭
- 10月 - 合唱コンクール
- 11月 - 文化祭
- 12月 - 校内球技大会

3学期
- 1月 - 校内マラソン大会
- 2月 - 予餞会
- 3月 - 卒業式

## 部活動
以下のクラブはかつて存在したことのあるものを表し、すべてが一度に存在していた時期はない。
運動部
- ソフトテニス部
- バレーボール部（女）
- 卓球部
- 軟式野球部
- 陸上部
- 剣道部
- バドミントン部
- ソフトボール部
- サッカー部
- 野球部

文化部
- 理科クラブ
- 文芸クラブ
- 演劇クラブ
- 弁論クラブ
- 語学クラブ
- 珠算クラブ
- 家庭クラブ
- 自動車クラブ
- 気象クラブ
- 手芸クラブ
- 英語クラブ
- 園芸クラブ

- タイプ同好会
- ギター同好会
- 社会同好会
- 手芸同好会
- 写真愛好会
- 手作り愛好会
- 図書新聞愛好会
- 理科実験愛好会
- 放送愛好会
- 郷土文化クラブ
- パソコンクラブ
- 新聞クラブ

- 書道部
- 茶道部
- 放送部
- 華道部
- 編物部

## アクセス
最寄りの港
- 「殿之浦港」- 松浦市今福（本土）とを結ぶフェリーが鷹島汽船によって運航されている[5]。

最寄りのバス停
- 島内 - 松浦市営バス（旧・鷹島町営バス）「消防署前」バス停
- 本土から鷹島まで - 2009年（平成21年）4月の鷹島肥前大橋開通により、昭和バスが佐賀県唐津市肥前町（唐津市役所肥前支所）から松浦市役所鷹島支所の間に鷹島線を運行している。

最寄りの道路
- 長崎県道158号鷹島線

## 周辺
- 松浦市立鷹島小学校
- 松浦市立鷹島中学校
- 松浦市立鷹島学校給食共同調理場
- 松浦市役所鷹島支所（旧・鷹島町役場）
- 松浦市消防本部鷹島出張所
- 鷹島歴史民俗資料館
- 石川地区多目的集会所
- 中通地区多目的集会所
- JAながさき西海鷹島支店
- 鷹島郵便局
- 蓮乗寺

## 参考資料
- 「長崎県立松浦高等学校鷹島分校 創立50周年記念誌」（2000年（平成12年）10月1日発行）